# Hans Rudolf Füssli den yngste
Hans Rudolf Füssli, född 1737, död 1806, var en schweizisk målare, illustratör, etsare och författare. Han var son till Johann Caspar Füssli och bror till Johann Heinrich Füssli.
Bland Füsslis skrifter märks Verzeichniss der nach berühmten Meistern aller Schulen vorhandenen Kupferstiche (1793-1806).